# Kardašova Řečice
Kardašova Řečice là một thị trấn thuộc huyện Jindřichův Hradec, vùng Jihočeský, Cộng hòa Séc.